# 李改
李改（1918年—1999年），男，湖南茶陵人，中华人民共和国军事人物，中国人民解放军少将，曾任中国人民解放军海军学院政治委员。